# Victor Márcio Konder
Victor Márcio Konder (Itajaí, 3 de novembro de 1920 - Florianópolis - 9 de novembro de 2005) foi um jornalista, sociólogo, educador e escritor brasileiro.

## Vida
Era filho do político Marcos Konder e de Maria Corina Régis Konder, e irmão dos escritores Gustavo Adolpho Konder, Alexandre Marcos Konder, e do médico Valério Konder.
De quando sua família foi expurgada da política catarinense na Revolução de 1930, foi estudar no Rio de Janeiro. Lá filiou-se no Partido Comunista Brasileiro e formou-se em Sociologia no Instituto de Filosofia e Ciências Sociais.
Teve cargos políticos como oficial de gabinete do presidente João Goulart e assessor de gabinete do Ministério da Agricultura.
Colaborou em diversos jornais do país e foi diretor da Rádio Diário da Manhã, de Florianópolis. Quando do golpe militar de 1964, foi substituído da direção pelo coronel da reserva da Polícia Militar do Estado, Euclides Simões de Almeida.
Foi professor na Universidade do Estado de Santa Catarina e superintendente da Fundação Catarinense de Cultura entre abril de 1982 a março de 1983.

## Obras
- Alguns discursos, (1986)
- O Kerb em Santa Catarina, (em conjunto com Zuleika Mussi Lenzi e Nilce Teresinha Massignan) (1989);
- Irineu Bornhausen - trajetória de um homem público exemplar, (1997);
- Antônio Carlos Konder Reis - 50 anos de vida pública, (1997)
- Militância : cenas da vida política nacional, no período 1935-1956, vistas, ou entrevistas, por um repórter engajado, a partir de um observatório muito especial, talvez incrível, (2002)